# Krajobraz pogórniczy

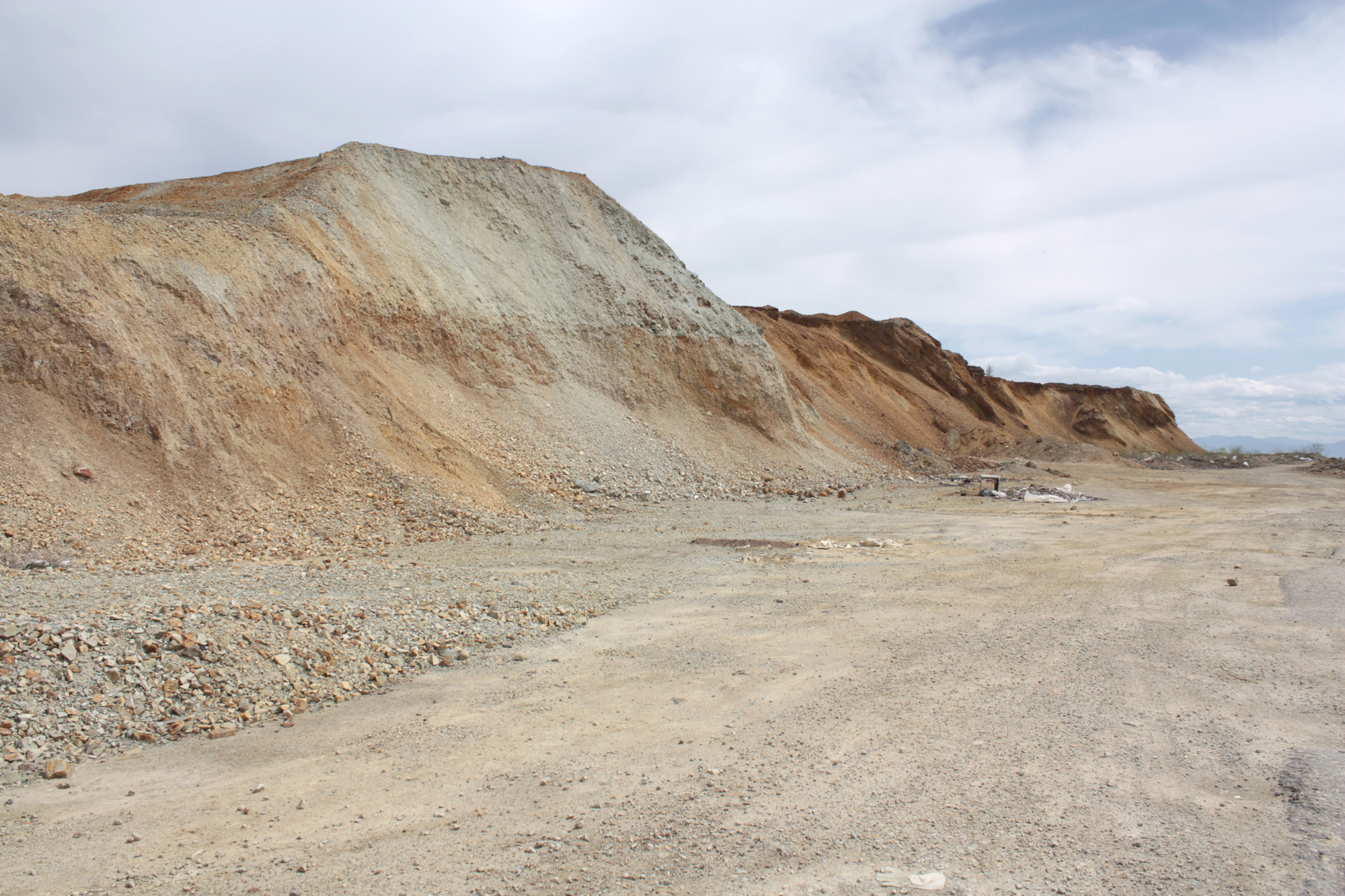
Hałdy pozostałe po wydobyciu rudy miedzi, Ełszica, Bułgaria

Krajobraz pogórniczy (inaczej poeksploatacyjny) można utożsamiać z ogółem zjawisk i procesów górniczych związanych z etapem eksploatacyjnym i poeksploatacyjnym (czynniki antropogeniczne), obiektów i cech fizycznych na powierzchni ziemi w odniesieniu do określonego miejsca i czasu. 
Jest wynikiem wzajemnego dynamicznego oddziaływania różnych zjawisk i procesów górniczych, w którym dominują procesy geologiczne i geomorfologiczne oraz czynniki antropogeniczne. Dominacja tych ostatnich sprawia, że krajobraz pogórniczy staje się częścią krajobrazu kulturowego. Nie jest jedynie formą zdewastowanego krajobrazu przyrodniczego lecz może być nową jakością krajobrazową z dominującym czynnikiem sprawczym jakim jest człowiek i elementy jego działalności (np. wyrobiska, hałdy, zwałowiska, kopalnie, itp.).
Przykładem mogą być obszary po eksploatacji węgla brunatnego np. kompleks turystyczno-rekreacyjny „Jezioro Berzdorf”.